# Klatovy
Klatovy (németül: Klattau) település Csehországban, a Plzeňský kerületben.

## Fekvése
Csehország délnyugati részén, a 22-es út mellett fekvő település.

## Története
Klatovy városát 1260-ban alapították. A 15. században a huszita mozgalom bástyája volt.
Klatovy városmagja máig megőrizte eredeti kör alakú formáját. Főterének mérete oldalanként 100 méteres négyzet.
A főtér sarkában áll a Fekete-torony és a közelében a Fehér torony.
A városka Benovy városrészében egy 14. századból való és a 18. században felújított erődítmény áll.
Klatovy múzeumában híres csipkegyüjtemény található.

## Nevezetességek
- Városháza
- Fekete torony
- Szent Ignác templom
- Katakombák - 37 jezsuita szerzetes és városi lakos mumifikálódott holtteste
- Fehér egyszarvú barokk gyógyszertár
- Szent Lőrinc templom
- Bohuslav Balbín 1617-1647 között itt írta meg kultúrtörténeti jelentőségű könyvét "A cseh nyelv védelme" címmel.

## Népesség
A település népessége az elmúlt években az alábbi módon változott:
| Lakosok száma | 8067 | 16 960 | 18 085 | 15 172 | 21 782 | 22 133 | 22 415 | 22 233 | 21 579 | 22 938 |
|               | 1869 | 1900   | 1921   | 1961   | 1980   | 2011   | 2016   | 2019   | 2021   | 2024   |

## Galéria

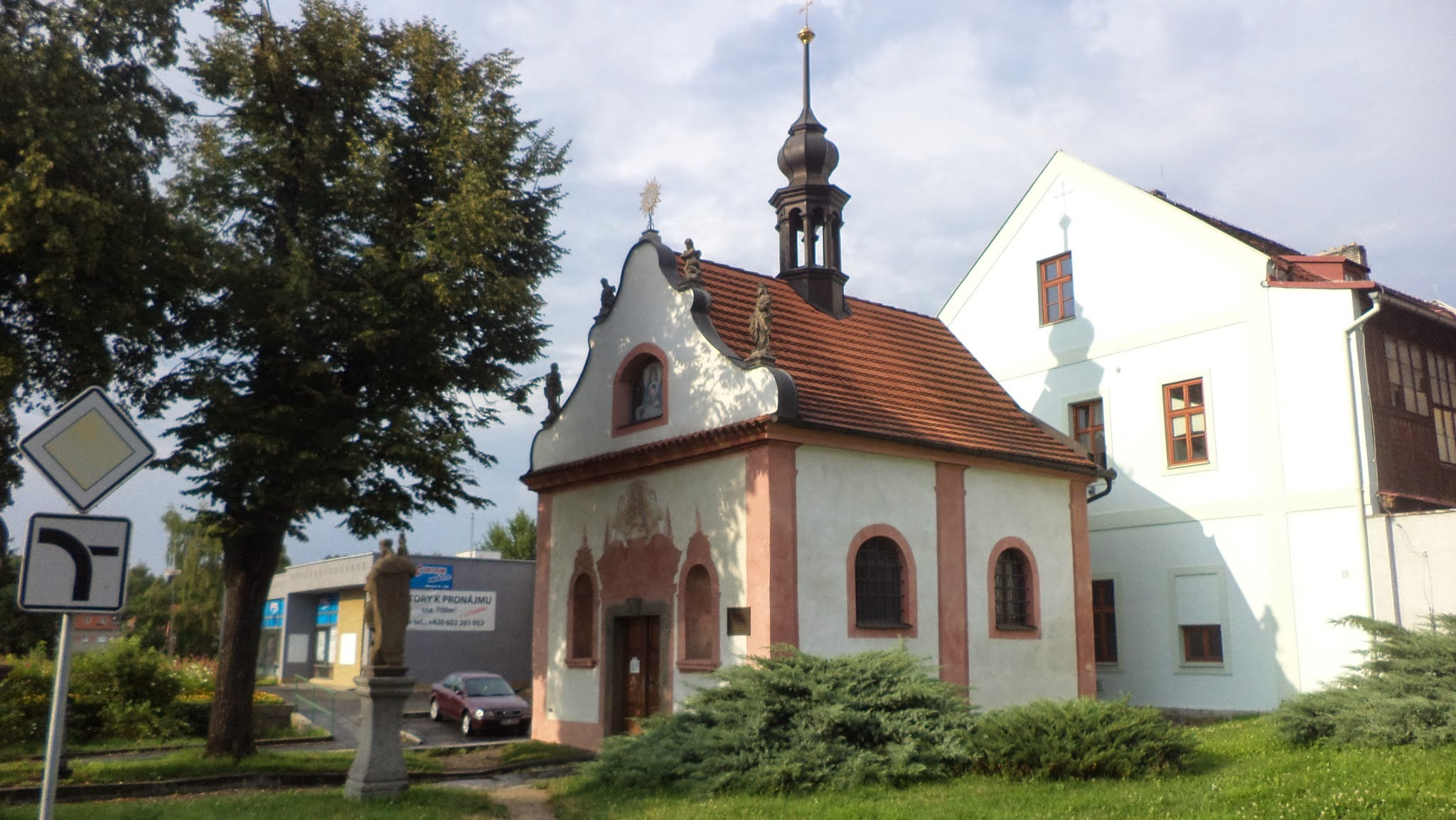
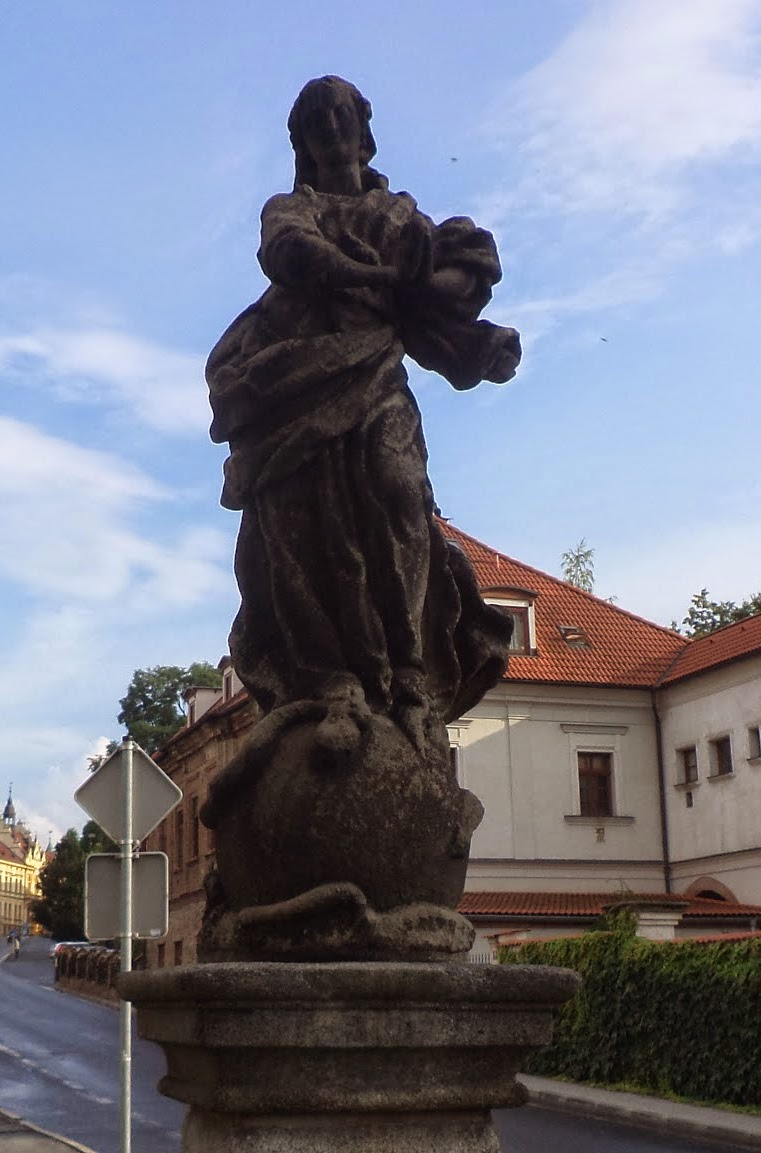
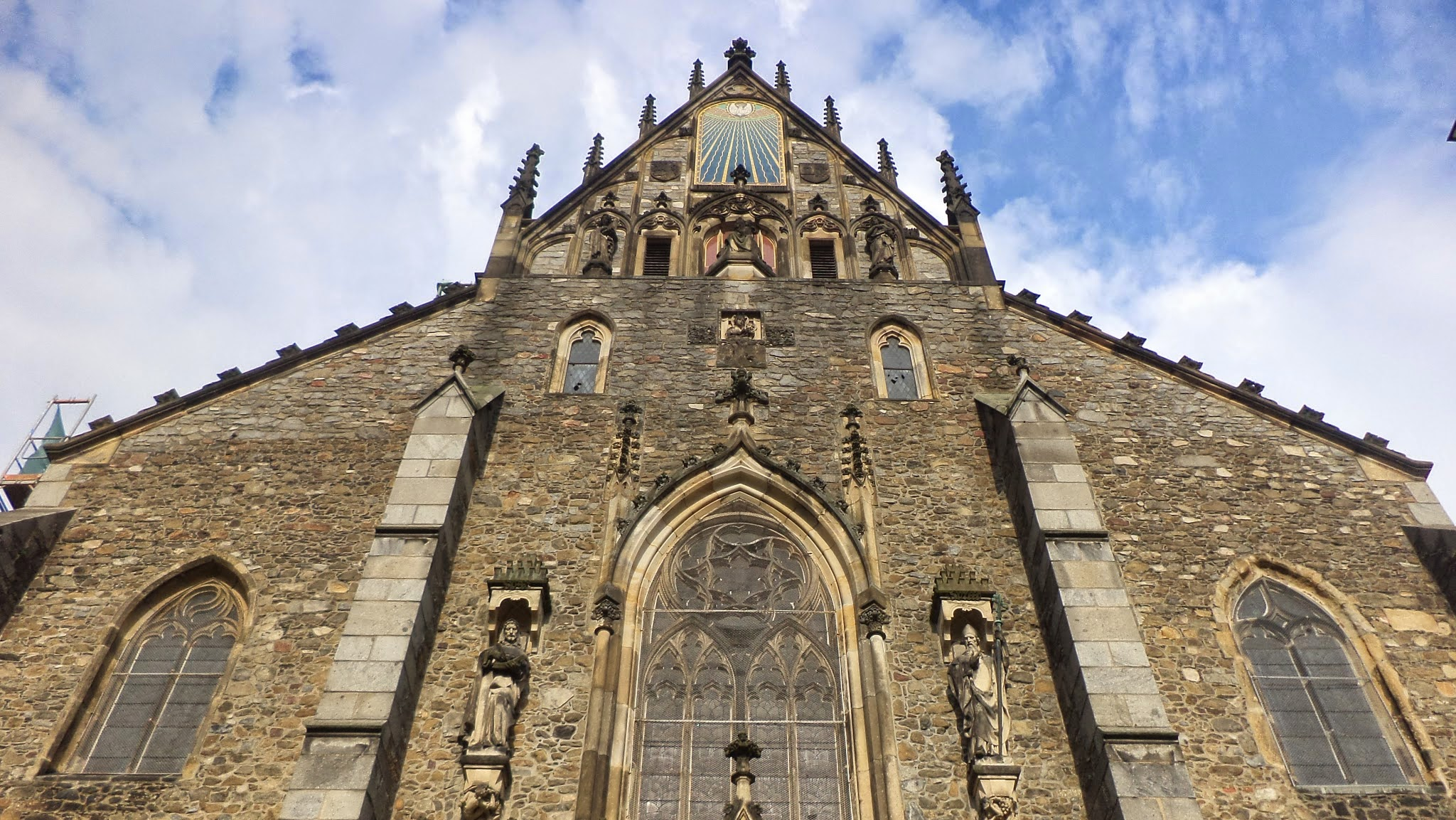

## További információk

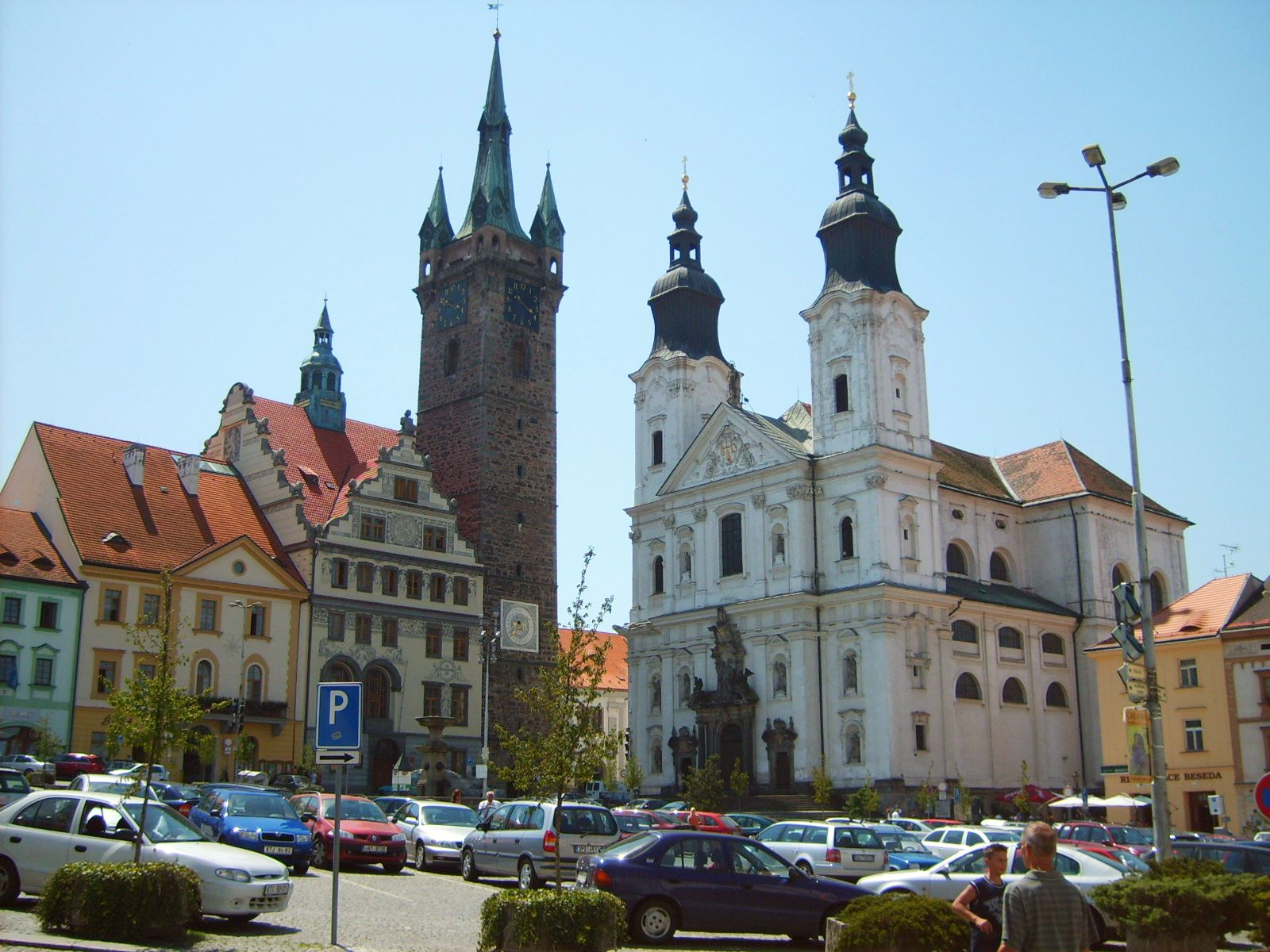
Klatovy, városközpont a Fekete toronnyal